# Birkkarspitze
Die Birkkarspitze ist ein Gipfel der Hinterautal-Vomper-Kette und bildet mit 2749 m ü. A. die höchste Erhebung des Karwendels. Zusammen mit den drei Ödkarspitzen bildet sie ein mächtiges Massiv im Zentrum des Karwendels.
Die Erstbesteigung erfolgte am 6. Juli 1870 durch Hermann von Barth (Bericht siehe Weblinks).
Die Birkkarspitze lässt sich vom Karwendelhaus in zwei bis drei Stunden durch das Schlauchkar und über den Schlauchkarsattel (2635 m ü. A.) besteigen. Wenige Meter östlich des Schlauchkarsattels befindet sich die Birkkarhütte (2640 m ü. A.), eine Biwakschachtel, von der ein versicherter Steig zum Gipfel führt. Alternativ bietet sich für erfahrene Bergsteiger bei stabilen Wetterverhältnissen die längere Route über den versicherten Brendelsteig und die drei Ödkarspitzen an. Ein Anstieg von Süden aus dem Hinterautal ist durch die Birkkarklamm und das westliche Birkkar möglich.
Südlich der Birkkarspitze entspringt der Birkkarbach aus den Zuläufen des westlichen Birkkars und des östlichen Birkkars. Nach Durchquerung der Birkkarklamm mündet er im Hinterautal in den Lafatscher Bach und bildet zusammen mit diesem die junge Isar.

## Geologie
Die Birkkarspitze besteht im Gipfelbereich aus Wettersteinkalk aus der oberen Trias mit Dasycladaceen – dies sind marine Algen, deren Lebensraum flache Lagunen tropischen Klimas waren.

## Fotos

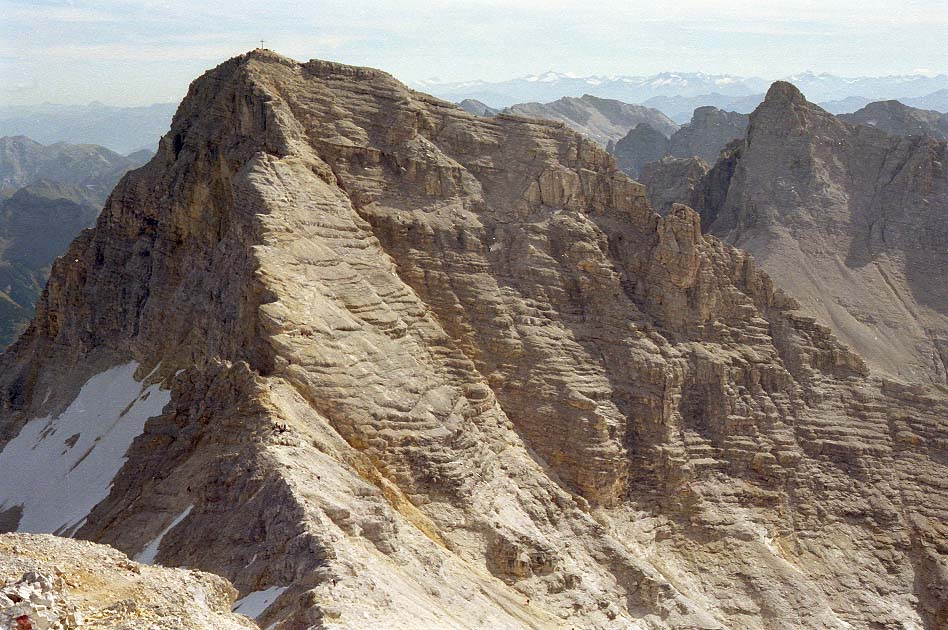
Der Gipfelaufbau der Birkkarspitze von Westen
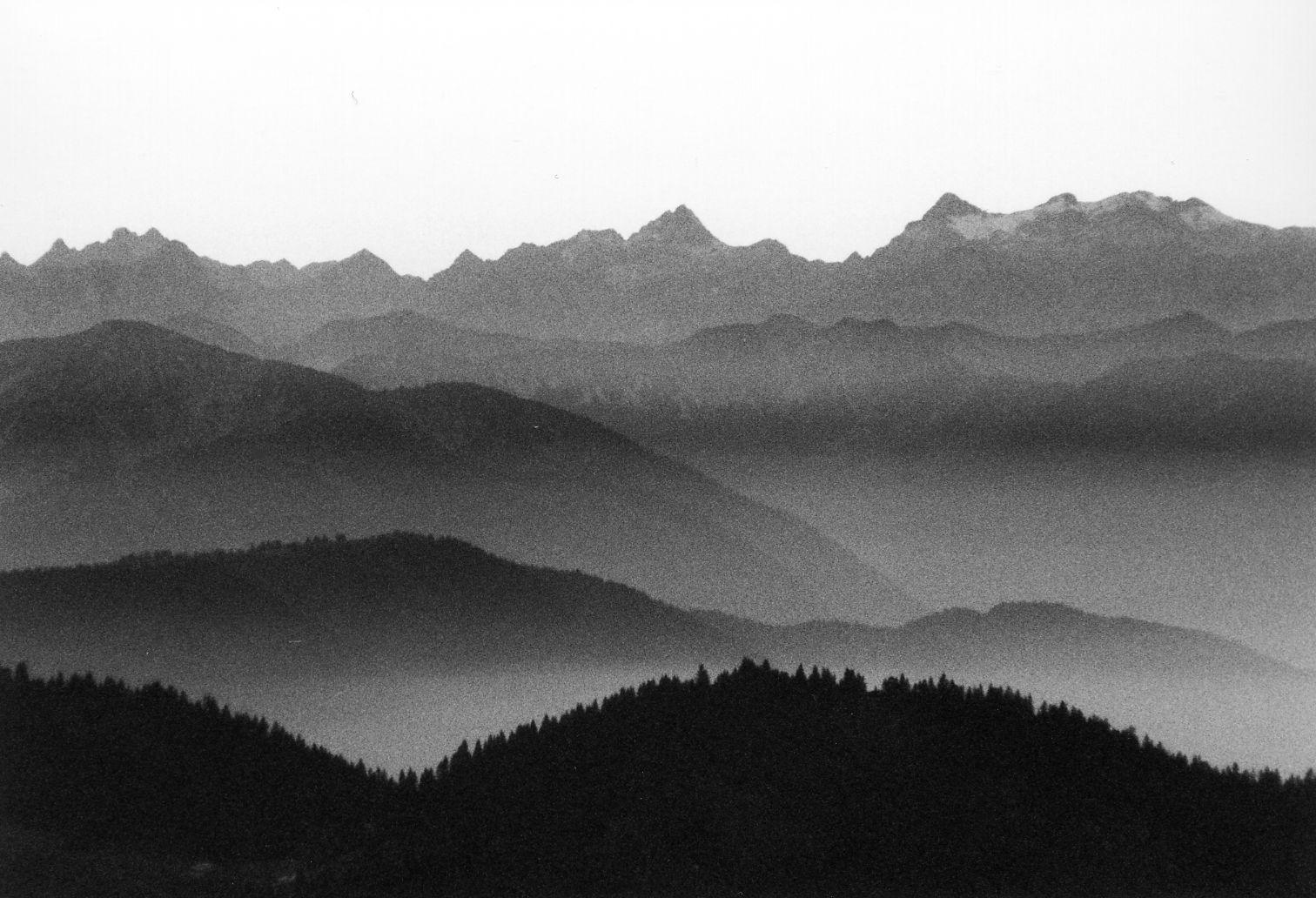
Die höchsten Karwendelgipfel von Norden; hinten rechts Birkkarspitze und Ödkarspitzen
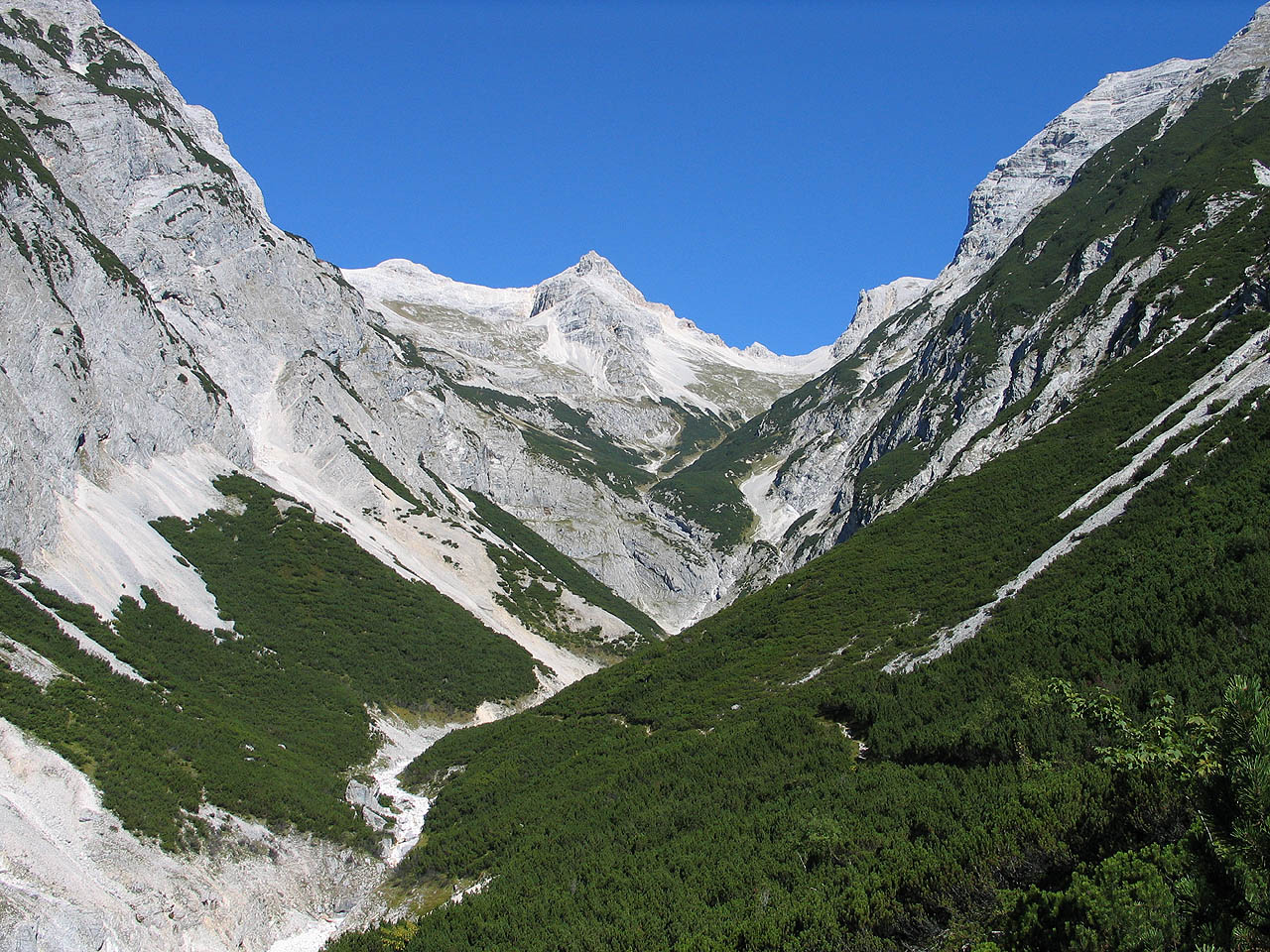
Die Birkkarspitze von Süden
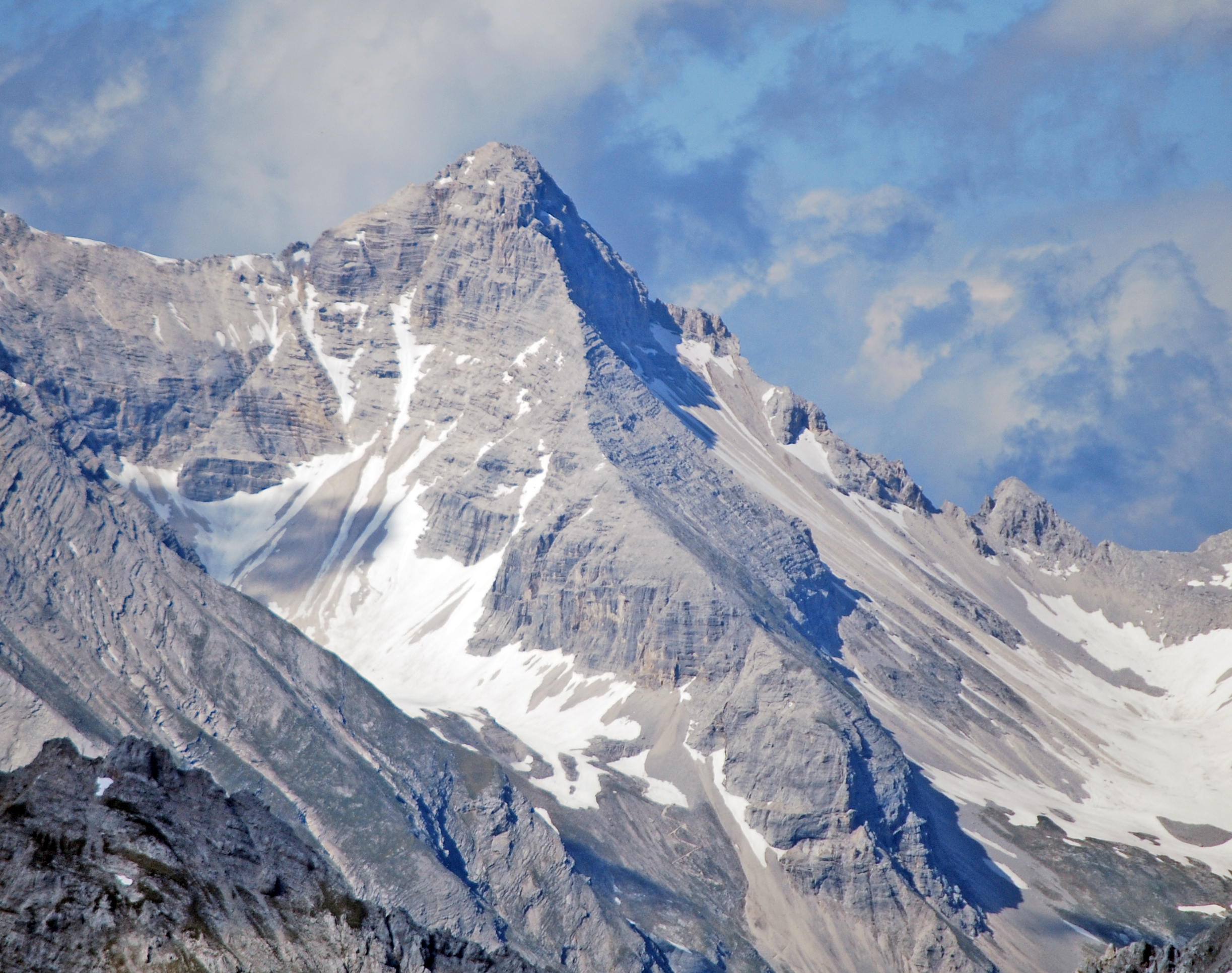
Die Birkkarspitze von Südwesten
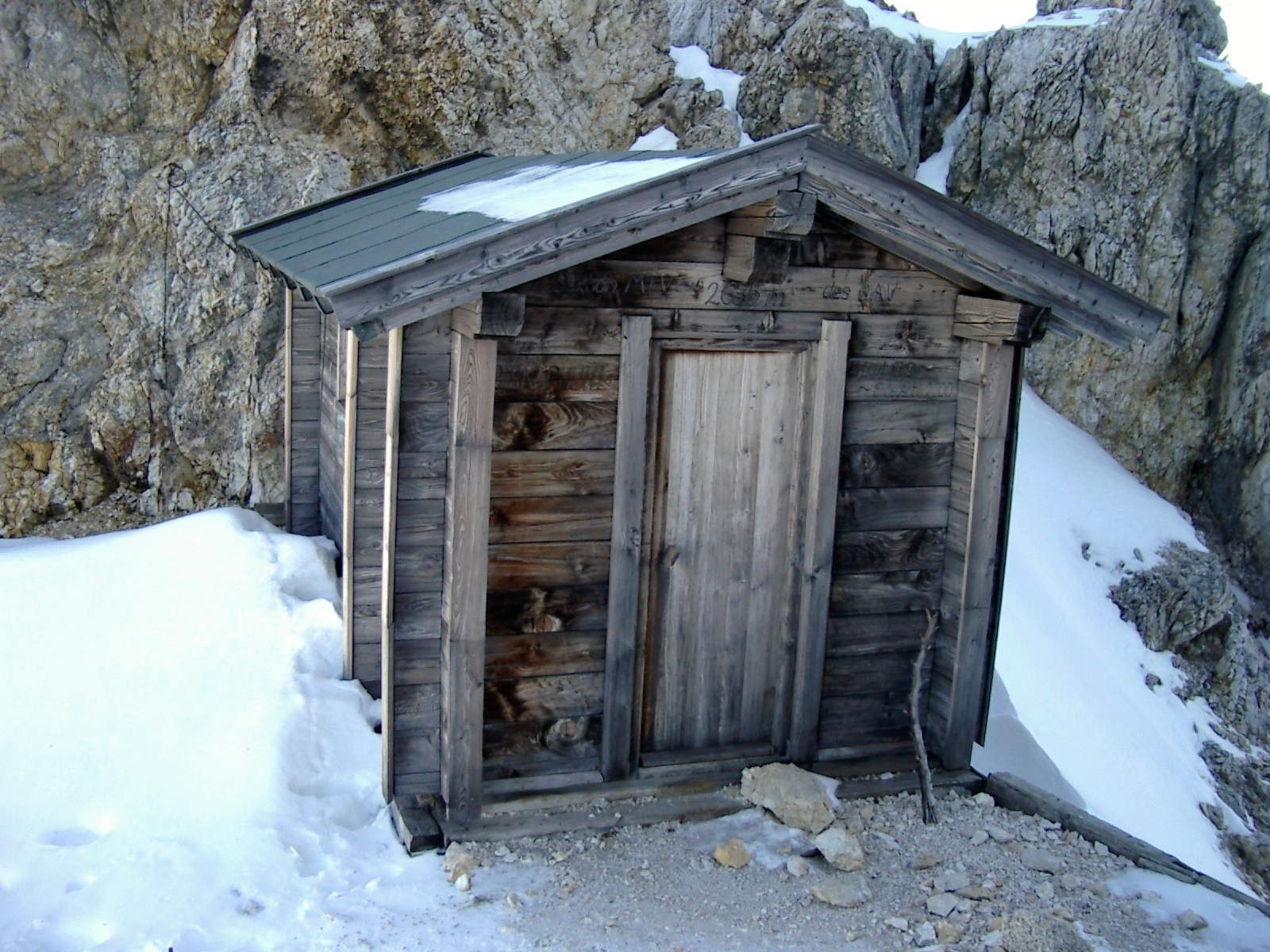
Die Birkkarhütte